# David Axelrod
David Axelrod, (New York, 1955. február 22. –) amerikai politikai tanácsadó, újságíró. Barack Obama amerikai demokrata elnökjelölt politikai tanácsadójaként ismert. A 2004-es évben Obama szenátusi kampányának az élén állt. Axelrod korábban a Chicago Tribune politikai elemzőjeként írt cikkeket.

## Családja és fiatalkora
Axelrod 1955-ben zsidó származású szülők gyermekeként született New York City-ben és nőtt fel Manhattanban. Apja pszichológus és baseball szurkoló volt, anyja újságíróként dolgozott a PM-nél, egy baloldali orientációjú újságnál. A szülők a gyermek 8 éves korában elváltak. Axelrod a politikai érdeklődését a gyermekkorára vezeti vissza. A Los Angeles Times-nak így nyilatkozott: „Azért léptem be a politikába, mert hiszek az idealizmusban. Egyszerűen maga a tény, részt venni ebben a megpróbáltatásban ismét felébreszti azt a fajta idealizmust, amit gyermekkoromban ismertem meg, ez egy nagyszerű dolog. Nagyon érintettnek érzem magamat benne.” Tizenhárom éves korában Robert F. Kennedy-kitűzőket árult.
Miután a Stuyvesant Középiskolában befejezte tanulmányait, felvették a University of Chicago-ra, ahol politológiából szerzett diplomát. Későbbi feleségét, Susan Landaut az egyetemi évek során ismerte meg. 1979-ben házasodtak össze. Egyetemi tanulmányai idején a Hyde Park Heraldnak írt politikai összegzéseket, a Chicago Tribune-nél volt gyakorlaton. Miután diplomáját megszerezte, a Chicago Tribune munkatársa lett.
Huszonhét éves korában Axelrod a Chicago Tribune vezércikkírója lett. Nyolc éven keresztül foglalta össze a nemzeti, állami és helyi politikai eseményeket a Tribuneben. A chicagói újságnál a jövőre való boldogtalan kilátással 1984-ben csatlakozott Paul Simon szenátor (1928–2003) politikai kampánystábjához, mint kommunikációs igazgató. Heteken belül a kampány vezetőjévé nevezték ki.
1987-ben Harold Washington, Chicago első afroamerikai polgármesterének a sikeres újraválasztási kampányán dolgozott. Később számos másik afroamerikai polgármester kampányának volt a tagja: Dennis Archernek Detroitban, Michael R. Whitenak Clevelandben, Anthony A. Williamsnek Washingtonban, Lee P. Brown-nak Houstonban és John F. Streetnek Philadelphiában. Hosszú ideje Chicago polgármesterének Richard M. Daleynek a stratégája, magát „városi politikai specialistának” nevezi.
A 2004-es amerikai elnökválasztási kampány során John Edwards segítője volt. A kampány sikertelenül ért véget.
Axelrod számos kampányt látott el tanáccsal a 2006-os év folyamán, beleértve Eliot Spitzer New York-i és Deval Patrick massachusettsi kormányzók kormányzói választásaikat. Ebben az évben politikai tanácsadója volt Rahm Emanuel, a Demokrata Kongresszusi Kampány Bizottság vezetőjének a képviselőházi kampányánál is.

## A 2008-as elnöki kampány
Axelrod és Barack Obama kapcsolata az 1990-es évek elején alakult ki. Axelrod először 1992-ben találkozott Obamával. Betty Lu Saltzmannt, a chiacagoi "liberalis tömeg" egyik képviselőjét annyira lenyűgözte egy afroamerikai szavazói regisztráláskor Obama, hogy azonnal bemutatta egymásnak a politikai tanácsadót és a regisztrátort. Obama 2002-ben a híres háborúellenes beszéde előtt konzultált Axelroddal és megkérte őt, hogy olvasson bele a vázlataiba, amelyekből később a "The Audacity of Hope" c. könyvét írta meg.
Jelenleg Axelrod, mint a Barack Obama 2008-as elnöki kampány fő stratégájaként és média tanácsadójaként tevákenykedik. Gyakran hasonlítja Obamát Robert F. Kennedyhez, és a Washington Postnak adott egyik nyilatkozatában közölte: "Úgy gondolom, ha sikerül Barack Obamát a Fehér Házba segítenem, akkor valami nagyszerű dolgot értem el az életemben"."[1]